# Козацький відділ султана

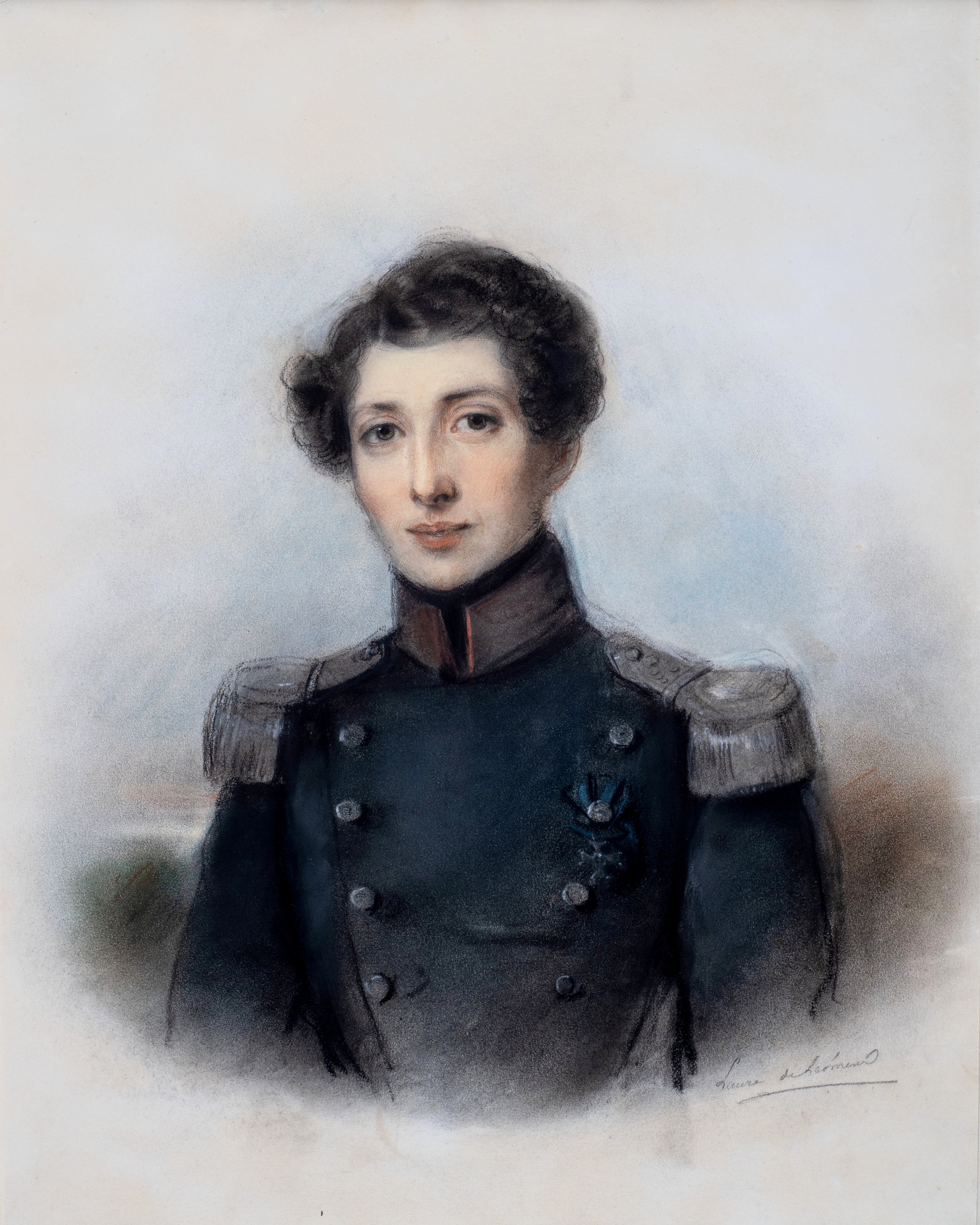
Протрет Владислав Замойський

Султанська козацька дивізія, заснована восени 1855 року під час Кримської війни за ініціативи польського політика Отеля Ламберта. Ця дивізія була ядром багатонаціонального кінного загону, сформованого з досвідчених козаків, польських ветеранів та  добровольців. Дивізія була озброєна сучасною зброєю та брала активну участь у бойових діях проти російських військ на Кавказі.
Командування козацькою дивізією здійснював генерал Владислав Замойський, який за свої видатні заслуги додатково отримав від британського командування почесне звання генерал-майора.
Хоч офіційна назва формування звучала як «Султанська козацька дивізія», аби задовольнити вимоги британських союзників, які наполягали на міжнародному характері підрозділу, генерал Владислав Замойський, неофіційно продовжував називати її «польською дивізією». Варто зазначити, що дивізія не мала власного прапора, що могло бути пов'язано з її міжнародним характером.
Такий статус дозволяв обійти певні міжнародні обмеження та забезпечити конфіденційність операцій. Для турків дивізія була додатковим військовим контингентом, що посилював їхні сили на театрі воєнних дій, тоді як для британців вона була інструментом для досягнення своїх геополітичних цілей у регіоні.
Офіційний дозвіл на формування військової частини було надано 16 листопада 1855 року. Згідно з початковим планом Замойського, передбачалося створення потужного формування, що включало б 4000 кавалеристів, 1000 піхотинців, артилерію та інженерні підрозділи. Однак, остаточний склад дивізії, визначений британським урядом, виявився меншим і відрізнявся від початкових задумів. Дивізія була розділена на дві бригади: піхотну та кінну. При цьому, загальна чисельність кавалерії була скорочена вдвічі порівняно з початковим планом. До складу дивізії було включено раніше сформований 2-й султанський козацький полк, тоді як 1-й султанський козацький полк, під командуванням Михайла Чайковського, не увійшов до її складу через незгоду останнього з умовами британського командування.
Набір добровольців польського походження до новоствореної дивізії розпочався 1 січня 1856 року. Офіцерський склад та унтер-офіцери підлягали реєстрації та розподілу через спеціальні центри, розташовані в Парижі, Лондоні, Страсбурзі та Марселі. Незважаючи на ентузіазм потенційних рекрутів, подальший набір до дивізії був припинений британським урядом вже 18 березня того ж року, що було пов'язано, ймовірно, зі зміною військово-політичної ситуації та закінченням активної фази військових дій. 30 березня було підписано мирний договір, що фактично поставило крапку в планах щодо подальшого розвитку дивізії. На той момент у її складі було близько 1500 бійців, однак відсутність офіцерського складу унеможливлювала її ефективне функціонування. Врешті-решт, 31 липня того ж року дивізію було розформовано.
Архівні свідчення про козацьку дивізію нині зберігається в бібліотеці Корника.
Подальша доля козацької дивізії
Доля колишніх солдатів Султанської козацької дивізії після її розформування склалася по-різному. Близько 500 бійців повернулися до своїх країн у Західній Європі. Частина з них, а саме 64 поляки, вирішили продовжити військову службу і підписали контракти з Французьким Іноземним Легіоном, який дислокувався в Алжирі. Ще 100 поляків вирушили на Кавказ, де протягом двох років воювали проти російських військ на боці черкеських та чеченських партизанів. Близько 300 колишніх солдатів дивізії вирішили оселитися в Туреччині, а решта розселилася по різних країнах Балканського півострова. Варто зазначити, що 200 бійців вирішили продовжити військову службу під командуванням Михайла Чайковського.

## Дивіться також
- Юзефа Ростковська

## Виноски
1. 1 2 3 4 5 6 7  , Krzysztof Karbownik, "Polskie formacje zbrojne w armii tureckiej w wojnie krymskiej 1853–1856"